# Mentougou
Mentougou léase Mentóu-Kóu (en chino simplificado, 门头沟区; pinyin, Méntóugōu qū) es uno de los 16 distritos de la ciudad de Pekín, República Popular China. Localizado al suroeste de la ciudad, su superficie es 1.321 km² y su población es de 290.000.
Su economía son recursos naturales, incluyendo carbón, piedra caliza, granito y productos agrícolas.

## Administración
El distrito de Mentougou se divide en 9 poblados y 4 subdistritos.
- Poblado Lóngquán 龙泉镇
- Poblado yǒngdìng 永定镇
- Poblado jūn zhuāng 军庄镇
- Poblado yàn chì 雁翅镇
- Poblado qīngshuǐ 清水镇
- Poblado tán zhè sì 潭柘寺镇
- Poblado zhāi táng zhèn斋堂镇
- Poblado miào fēngshān 妙峰山镇
- Poblado wáng píng 王平镇
- Subdistrito Dàtái 大台街道
- Subdistrito Dàyù 大峪街道
- Subdistrito dōngxīn fáng 东辛房街道
- Subdistrito chéngzi 城子街道